# Stacken (Geta, Åland)
Stacken är ett skär i Åland (Finland). Det ligger i den norra delen av landskapet, 40 km norr om huvudstaden Mariehamn.
Terrängen runt Stacken är platt. Havet är nära Stacken åt nordost. Trakten är glest befolkad. Närmaste större samhälle är Finström, 18,5 km söder om Stacken. 